# Atriolum eversum
Atriolum eversum är en sjöpungsart som beskrevs av Kott 200. Atriolum eversum ingår i släktet Atriolum och familjen Diazonidae. Inga underarter finns listade.